# De beproeving van Abraham
De beproeving van Abraham is een van de titels die gegeven wordt aan een volksverhaal uit Turkije.

## Het verhaal
Abraham offert veel dieren aan God. Hij zegt zelfs zijn eigen zoon te offeren, als God hem een zoon zou schenken. Enkele jaren later bevalt zijn vrouw Hagar van een zoon. Op de achtste van de maand Dhul'hijja droomt Abraham, dat hij zijn zoon moet offeren. Ismaël is zeven jaar en Abraham offert honderd kamelen en smeekt God om dit te nemen in plaats van zijn kind. De volgende nacht krijgt hij dezelfde droom en offert opnieuw honderd kamelen. De derde nacht droomt hij hetzelfde en hij neemt op de tiende van de maand Dhul'hijja zijn zoon mee. Ze gaan naar Mina, zes en een halve kilometer buiten Mekka. De duivel komt naar hen toe en vraagt wat voor vader Abraham is, als hij zijn eigen zoon wil doden. Abraham antwoordt dat hij dit bevel gekregen heeft. Ook Hagar twijfelt niet, als de duivel haar de ware reden van de reis vertelt.
De duivel vertelt Ismaël wat er gebeuren zal, maar ook het kind zegt dat een bevel opgevolgd moet worden. Ismaël zegt tegen zijn vader dat deze niet bedroefd moet zijn als hij later kinderen van zijn eigen leeftijd ziet. Ze nemen afscheid en Abraham wil de keel doorsnijden, maar het mes weigert te snijden. Het laat geen krasje achter op de huid. Abraham smijt het mes op de rots en de rost breekt in stukken. Het mes zegt dat de God de messen laat snijden, zonder toestemming van God kan hij nog geen haartje kwetsen. Abraham drukt het mes nogmaals op de keel en beide roepen Allahu akbar. Dezelfde woorden klinken uit de hemel, het is de stem van aartsengel Gabriël. Hij schenkt een ram om in plaats van de zoon van Abraham te offeren. Vader en zoon zijn blij dat er een einde gekomen is aan de beproeving.